# Haptoglobina
Haptoglobina (Hp) – białko ostrej fazy, odpowiedzialne za wychwyt wolnej hemoglobiny we krwi. Zbudowana jest z 4 łańcuchów (2 alfa i 2 beta). W stanach zapalnych lub uszkodzeniach tkanek jej stężenie wzrasta w ciągu 48 godzin wielokrotnie przewyższając wartości prawidłowe, powraca do normy po około 1 tygodniu. Wiąże nieodwracalnie wolną hemoglobinę, powstały kompleks nie ulega przesączaniu (zapobiega utracie żelaza z moczem i uszkodzeniu nerek). Kompleks jest fagocytowany i rozkładany do aminokwasów w układzie siateczkowo-śródbłonkowym. W ostrej hemolizie stężenie Hp gwałtownie maleje, wraca do normy do tygodnia.